# Coregonus suidteri
Coregonus suidteri is een straalvinnige vissensoort uit de familie van de zalmen (Salmonidae) en onderfamilie van de houtingen. De wetenschappelijke naam van de soort is voor het eerst geldig gepubliceerd in 1885 door de Zwitserse zoöloog Victor Fatio. Het is een endemische vissoort in een aantal Zwitserse meren. De vis heet Balchen in het Zwitserduits.

## Herkenning
De vis kan 38 cm lang worden. Het aantal kieuwboogaanhangsels ligt tussen de 20 en 34.

## Verspreiding en leefgebied
Deze houtingsoort komt voor in het Vierwoudstrekenmeer, Meer van Zug en Meer van Sempach en mogelijk in nog een paar meren. Daarnaast is de vis uitgezet in andere meren in het Alpengebied en daar zijn ook kruisingen ontstaan met andere soorten houtingen. De vis houdt zich op in open water en paait in november en december in ondiep water in de oeverzone op stenige waterbodems of boven grind.

## Status
Er zijn geen factoren bekend die de populaties in hun voortbestaan bedreigen. Daarom staat deze soort als niet bedreigd op de Rode Lijst van de IUCN.